# Sifang Dingzi
Sifang Dingzi (kinesiska: 四方顶子) är ett berg i Kina. Det ligger i provinsen Jilin, i den nordöstra delen av landet, omkring 300 kilometer sydost om provinshuvudstaden Changchun. Toppen på Sifang Dingzi är 994 meter över havet, eller 188 meter över den omgivande terrängen. Bredden vid basen är 2,3 km.
Runt Sifang Dingzi är det ganska glesbefolkat, med 27 invånare per kvadratkilometer. Närmaste större samhälle är Erdaobaihe, 10,7 km nordväst om Sifang Dingzi. I omgivningarna runt Sifang Dingzi växer i huvudsak blandskog.
Genomsnittlig årsnederbörd är 1 148 millimeter. Den regnigaste månaden är juli, med i genomsnitt 287 mm nederbörd, och den torraste är januari, med 11 mm nederbörd.